# 紫苞鸢尾
紫苞鸢尾（学名：Iris ruthenica）是鸢尾科鸢尾属的植物。分布于西伯利亚以及中国大陆的新疆等地，生长于海拔900米至4,500米的地区，常生于向阳草地及石质山坡，目前已由人工引种栽培。

## 别名
俄罗斯鸢尾（中国植物学杂志），紫石蒲（乾隆御制集），俄罗斯鸢尾（秦岭植物志），细茎鸢尾（中国高等植物图鉴）

## 异名
- Iris ruthenica Ker Gawl. f. leucantha Y. T. Zhao
- Iris ruthenica Ker Gawl. var. brevituba Maxim.
- Iris ruthenica Ker Gawl. var. nana Maxim.

## 變種
- 矮紫苞鸢尾（学名：Iris ruthenica var. nana）
- 短筒紫苞鸢尾（学名：Iris ruthenica var. brevituba）